# Формула-1 — Гран-прі Австрії 2019
Гран-прі Австрії 2019 (офіційно Formula 1 myWorld Großer Preis von Österreich 2019) — автоперегони чемпіонату світу Формули-1, які пройшли 30 червня 2019 на гоночній трасі Ред Бул Ринг в Шпільбергу (Штирія), Австрія. Це дев'ятий етап чемпіонату світу, тридцять третє Гран-прі Австрії в межах Чемпіонату Світу з Формули-1. Переможцем гонки став Макс Ферстаппен.

### Позиції після кваліфікації

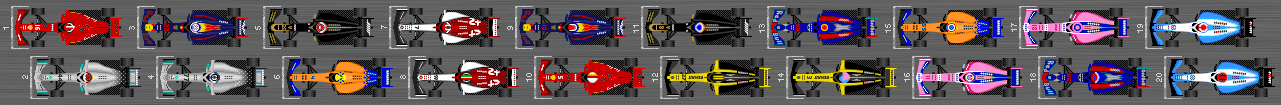

### Стартові позиції

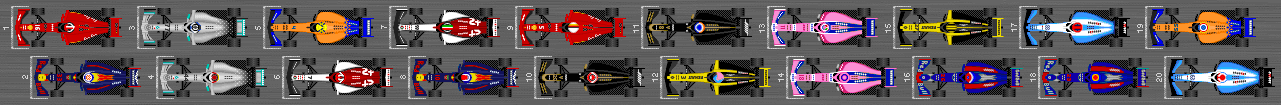

## Кваліфікація
| Поз.                                                 | №  | Пілот              | Конструктор     | Q1       | Q2       | Q3       | Старт |
| ---------------------------------------------------- | -- | ------------------ | --------------- | -------- | -------- | -------- | ----- |
| 1                                                    | 16 | Шарль Леклер       | Ferrari         | 1:04.138 | 1:03.378 | 1:03.003 | 1     |
| 2                                                    | 44 | Льюїс Гамільтон    | Mercedes        | 1:03.818 | 1:03.803 | 1:03.262 | 4     |
| 3                                                    | 33 | Макс Ферстаппен    | Red Bull Racing | 1:03.807 | 1:03.835 | 1:03.439 | 2     |
| 4                                                    | 77 | Вальттері Боттас   | Mercedes        | 1:04.084 | 1:03.863 | 1:03.537 | 3     |
| 5                                                    | 20 | Кевін Магнуссен    | Haas-Ferrari    | 1:04.778 | 1:04.466 | 1:04.072 | 10    |
| 6                                                    | 4  | Ландо Норріс       | McLaren-Renault | 1:04.361 | 1:04.211 | 1:04.099 | 5     |
| 7                                                    | 7  | Кімі Ряйкконен     | Альфа Ромео     | 1:04.615 | 1:04.056 | 1:04.166 | 6     |
| 8                                                    | 99 | Антоніо Джовінацці | Альфа Ромео     | 1:04.450 | 1:04.194 | 1:04.179 | 7     |
| 9                                                    | 10 | П'єр Гаслі         | Red Bull Racing | 1:04.412 | 1:03.988 | 1:04.199 | 8     |
| 10                                                   | 5  | Себастьян Феттель  | Ferrari         | 1:04.340 | 1:03.667 | без часу | 9     |
| 11                                                   | 8  | Ромен Грожан       | Haas-Ferrari    | 1:04.552 | 1:04.490 |          | 11    |
| 12                                                   | 27 | Ніко Гюлькенберг   | Renault         | 1:04.733 | 1:04.516 |          | 16    |
| 13                                                   | 23 | Александр Албон    | Торо Россо      | 1:04.708 | 1:04.665 |          | 18    |
| 14                                                   | 3  | Данієль Ріккардо   | Renault         | 1:04.647 | 1:04.790 |          | 4     |
| 15                                                   | 55 | Карлос Сайнс       | McLaren-Renault | 1:03.453 | 1:13.601 |          | 11    |
| 16                                                   | 11 | Серхіо Перес       | Racing Point    | 1:04.789 |          |          | 13    |
| 17                                                   | 18 | Ленс Стролл        | Racing Point    | 1:04.832 |          |          | 14    |
| 18                                                   | 26 | Данило Квят        | Торо Россо      | 1:05.324 |          |          | 15    |
| 19                                                   | 63 | Джордж Расселл     | Williams        | 1:05.904 |          |          | ПЛ    |
| 20                                                   | 88 | Роберт Кубіца      | Williams        | 1:06.206 |          |          | 17    |
| Результат кваліфікації на офіційному сайті Formula 1 |    |                    |                 |          |          |          |       |

1. ↑  Льюїс Гамільтон отримав штраф з втратою 3-х місць за перешкоджання Кімі Ряйкконену під час кваліфікації. Проте через штраф у іншого пілота стартував не на три позиції нижче, а на дві.
2. ↑  Кевін Магнуссен отримав штраф з втратою 5-ти місць, за незаплановану заміну коробки передачі.
3. ↑  Ніко Гюлькенберг отримав штраф з втратою 5-ти місць, за перевищення ліміту силових установок.
4. ↑  Александр Албон мав стартувати з останнього ряду, за перевищення ліміту силових установок. Проте через штраф у іншого пілота стартував на одне місце вище.
5. ↑  Карлос Сайнс мав стартувати з останнього ряду, за перевищення ліміту силових установок. Проте через штраф у іншого пілота стартував на одне місце вище.
6. ↑  Джордж Рассел оштрафований на три місця, за перешкоджання Данилу Квяту під час кваліфікації. В підсумку він стартував з піт-лейну через зміну переднього антикрила в умовах закритого парку.

## Перегони
| Поз.                                                            | Пілот              | Конструктор     | Кола | Час/Відставання | Очки |
| --------------------------------------------------------------- | ------------------ | --------------- | ---- | --------------- | ---- |
| 1                                                               | Макс Ферстаппен    | Red Bull Racing | 71   | 1:22.01.822     | 25+1 |
| 2                                                               | Шарль Леклер       | Ferrari         | 71   | +2.724          | 18   |
| 3                                                               | Вальттері Боттас   | Mercedes        | 71   | +18.960         | 15   |
| 4                                                               | Себастьян Феттель  | Ferrari         | 71   | +19.610         | 12   |
| 5                                                               | Льюїс Гамільтон    | Mercedes        | 71   | +22.805         | 10   |
| 6                                                               | Ландо Норріс       | McLaren-Renault | 70   | +1 коло         | 8    |
| 7                                                               | П'єр Гаслі         | Red Bull Racing | 70   | +1 коло         | 6    |
| 8                                                               | Карлос Сайнс       | McLaren-Renault | 70   | +1 коло         | 4    |
| 9                                                               | Кімі Ряйкконен     | Альфа Ромео     | 70   | +1 коло         | 2    |
| 10                                                              | Антоніо Джовінацці | Альфа Ромео     | 70   | +1 коло         | 1    |
| 11                                                              | Серхіо Перес       | Racing Point    | 70   | +1 коло         |      |
| 12                                                              | Данієль Ріккардо   | Renault         | 70   | +1 коло         |      |
| 13                                                              | Ніко Гюлькенберг   | Renault         | 70   | +1 коло         |      |
| 14                                                              | Ленс Стролл        | Racing Point    | 70   | +1 коло         |      |
| 15                                                              | Александр Албон    | Торо Россо      | 70   | +1 коло         |      |
| 16                                                              | Ромен Грожан       | Haas-Ferrari    | 70   | +1 коло         |      |
| 17                                                              | Данило Квят        | Торо Россо      | 70   | +1 коло         |      |
| 18                                                              | Джордж Рассел      | Williams        | 69   | +2 кола         |      |
| 19                                                              | Кевін Магнуссен    | Haas-Ferrari    | 69   | +2 кола         |      |
| 20                                                              | Роберт Кубіца      | Williams        | 68   | +3 кола         |      |
| Найшвидше коло: Макс Ферстаппен (Red Bull) — 1:07.475 (60 коло) |                    |                 |      |                 |      |
| Результати гонки на офіційному сайті Formula 1                  |                    |                 |      |                 |      |

## Положення в чемпіонаті після Гран-прі
|  | Поз. | Пілот             | Очки |
|  | ---- | ----------------- | ---- |
|  | 1    | Льюїс Гамільтон   | 197  |
|  | 2    | Вальттері Боттас  | 166  |
|  | 3    | Макс Ферстаппен   | 126  |
|  | 4    | Себастьян Феттель | 123  |
|  | 5    | Шарль Леклер      | 105  |

|  | Поз. | Конструктор     | Очки |
|  | ---- | --------------- | ---- |
|  | 1    | Mercedes        | 363  |
|  | 2    | Ferrari         | 228  |
|  | 3    | Red Bull Racing | 169  |
|  | 4    | Макларен        | 52   |
|  | 5    | Renault         | 32   |

- Примітка: Тільки 5 позицій включені в обидві таблиці.